# Света Петка (Милетково)
Вижте пояснителната страница за други значения на Света Петка.
„Света Петка“ или „Света Параскева“(на македонска литературна норма: „Света Петка“) е възрожденска православна църква в гевгелийското село Милетково, югоизточната част на Северна Македония. Част е от Повардарската епархия на Македонската православна църква.
Църквата е гробищен храм, издигнат в 1860 година в западната част на селото. През Първата световна война църквата е опожарена. След войната е обновена, но в 1931 година повторно е разрушена от Валандовското земетресение. На следната 1932 година е повторно обновена. Църквата е трикорабна, изградена от обикновен камък сграда с полукръгла олтарна апсида на източния зид отвън. Покривната конструкция е двускатна. На южната и западната страна има отворен трем. Главният вход в храма е от южната, а има вход и от западната страна. Някои от иконите са датирани в 1932 година. Църквата не е изписана.